# Maricruz Delgado
Pour les articles homonymes, voir Delgado.
Maricruz Delgado est un personnage du feuilleton télévisé Prison Break. Elle est interprétée par Camille Guaty.

## Préambule
Maricruz est un personnage secondaire qui apparaît la plupart du temps dans les scènes avec Fernando Sucre et Hector Avila. Elle est présentée comme la petite-amie du détenu Fernando Sucre dans le premier épisode du feuilleton quand elle vient lui rendre visite. 

### Avant Fox River
Fernando Sucre a rencontré Maricruz trois ans avant sa condamnation et ils ont commencé à sortir ensemble un an plus tard. Environ six mois après l'incarcération de Sucre à Fox River, Maricruz a déménagé à New York après avoir accepté un travail à Manhattan. Un mois plus tard, Hector, le cousin de Sucre, s'est lui aussi installé à New York, officiellement des suites d'une mutation professionnelle, mais vraisemblablement pour être plus proche de Maricruz. Hector a souvent proposé à Maricruz de la conduire en voiture jusqu'à la prison pour qu'elle puisse voir Sucre. Si d'un premier abord cela part d'un bon sentiment, en réalité Hector est un rival de Sucre et est prêt à tout pour conquérir Maricruz. 

## Saison 1
Hector a dénoncé son cousin à la police, provoquant indirectement son incarcération à Fox River comme l'indique l'épisode flashback. Mais malgré l'incarcération de Sucre, Maricruz n'a pas rompu avec lui. Elle a néanmoins beaucoup de mal à supporter cette séparation et a très peur qu'il ne bénéficie pas de sa remise de peine comme prévu. Elle lui rend régulièrement visite en prison et obtient même un droit de visite conjugal. Dans le premier épisode du feuilleton, Sucre propose à Maricruz de l'épouser dans une lettre que Michael Scofield l'a aidé à rédiger. Lors de sa visite conjugale, elle accepte sa proposition avec émotion en lui confiant néanmoins que sa mère exige que le mariage n'ait lieu qu'à sa sortie de prison.
Mais Hector veille et durant les épisodes suivants il ne va cesser de semer la zizanie dans le couple. 
Désemparée, Maricruz refuse d'appeler Sucre au téléphone et ne va plus lui rendre visite. Hector vient alors informer Sucre que Maricruz est désormais avec lui et qu'il ne doit plus rien espérer d'elle. Abasourdi, Sucre parvient tant bien que mal à rétablir le contact avec Maricruz. Elle lui annonce qu'Hector l'a informée des visites qu'effectuerait à la prison une de ses anciennes amies. Ayant 25 ans, elle a très peur d'attendre trop longtemps pour avoir des enfants. La sentant lui échapper, Sucre impuissant, décide de rejoindre Michael et de l'aider à réaliser son plan d'évasion. 
Maricruz motivera encore plus Sucre dans son projet d'évasion lorsqu'elle lui révèlera sa future paternité. Le bonheur de Sucre est de courte durée lorsqu'elle lui annonce qu'Hector l'a également demandée en mariage et qu'elle va sans doute accepter. Elle se justifie en avouant qu'elle ne se sent pas capable d'élever un enfant toute seule. Visiblement amoureuse de Sucre, elle préfère néanmoins rompre avec lui estimant sans doute leur relation sans espoir.

## Saison 2
Au début de la saison, Sucre apprend que Maricruz a finalement accepté la proposition d'Hector . Sachant que le mariage se déroule à Las Vegas, il parvient sur les lieux et tente de la rejoindre quelques heures avant la cérémonie. Hector en prévenant la police ne lui en laisse pas le temps, Sucre remet alors sa médaille à la sœur de Maricruz.
Coup de théâtre dans l'épisode À la vie, à la mort (2x08), Joey, l'ami de Sucre, lui annonce que Maricruz a dit non le jour du mariage. Fou de joie, Sucre repart la chercher mais la sœur de Maricruz, Teresa, lui informe dans l'épisode Rendez-vous (2x10) qu'elle est partie au Mexique en utilisant les billets du voyage de noces.
À l'aéroport d'Ixtapa au Mexique, Maricruz attend Sucre avec sa sœur Teresa. Ils finissent par se réunir avant de tous deux s'enfuir en taxi, Sucre étant poursuivi par les agents de sécurité de l'aéroport. Puis, ils se réfugient chez la tante de Sucre mais Maricruz est capturée par Brad Bellick. En échange de l'aide de Sucre pour retrouver les cinq millions de dollars que détient T-Bag, Bellick a enfermé Maricruz dans un lieu tenu secret avec seulement trois semaines de nourriture. Il lui montre comme preuve le rosaire de Maricruz. 
Au Panama, Bellick étant en prison, Sucre n'a pas pu savoir où est enfermée Maricruz. De plus, grièvement blessé Sucre perd connaissance en pleine rue, le suspense reste entier concernant l'avenir de Maricruz.

## Saison 3
Dans l'épisode Fire\Water de la saison 3, Bellick avoue à Sucre qu'il n'a jamais enfermé Maricruz. Elle est en réalité retournée à Chicago. Malheureusement, Sucre ne pourra pas la rejoindre étant donné qu'il est toujours recherché aux États-Unis.

## Caractéristiques
Maricruz est indirectement liée au plan d'évasion puisqu'elle est la raison de la participation de Sucre. Son hésitation, ses angoisses de finir célibataire et sa naïveté vis-à-vis des manigances d'Hector ont déclenché une réaction de panique chez Sucre. Il a senti qu'il devait la rejoindre le plus rapidement possible, qu'elle ne pouvait plus attendre sa libération. De plus les informations données dans la première saison laissaient entendre qu'elle était très influençable et fragile. À sa décharge, elle admet elle-même que sa mère ne cesse de vanter Hector, d'autant plus que la mère de Maricruz est très hostile envers Sucre. 
Dans la deuxième saison, le refus brutal de Maricruz d'épouser Hector tend à contredire cette impression négative.